# George Booth
Pour les articles homonymes, voir George G. Booth et Booth.
George Booth est un pirate anglais de la fin du XVIIe siècle mort en 1700 à Zanzibar. Il est connu pour son activité dans l'océan Indien et la mer Rouge aux côtés de Nathaniel North, Thomas Howard et John Bowen sur le Speaker.